# Her’s
Her’s — инди-рок-группа из Ливерпуля, в состав которой входили Стивен Фицпатрик и Одун Лаадинг. Единственный альбом группы под названием Invitation to Her’s был выпущен в Августе 2018.
Дуэт погиб утром 27 марта 2019 года в результате ДТП в Аризоне во время турне по США.

## Участники

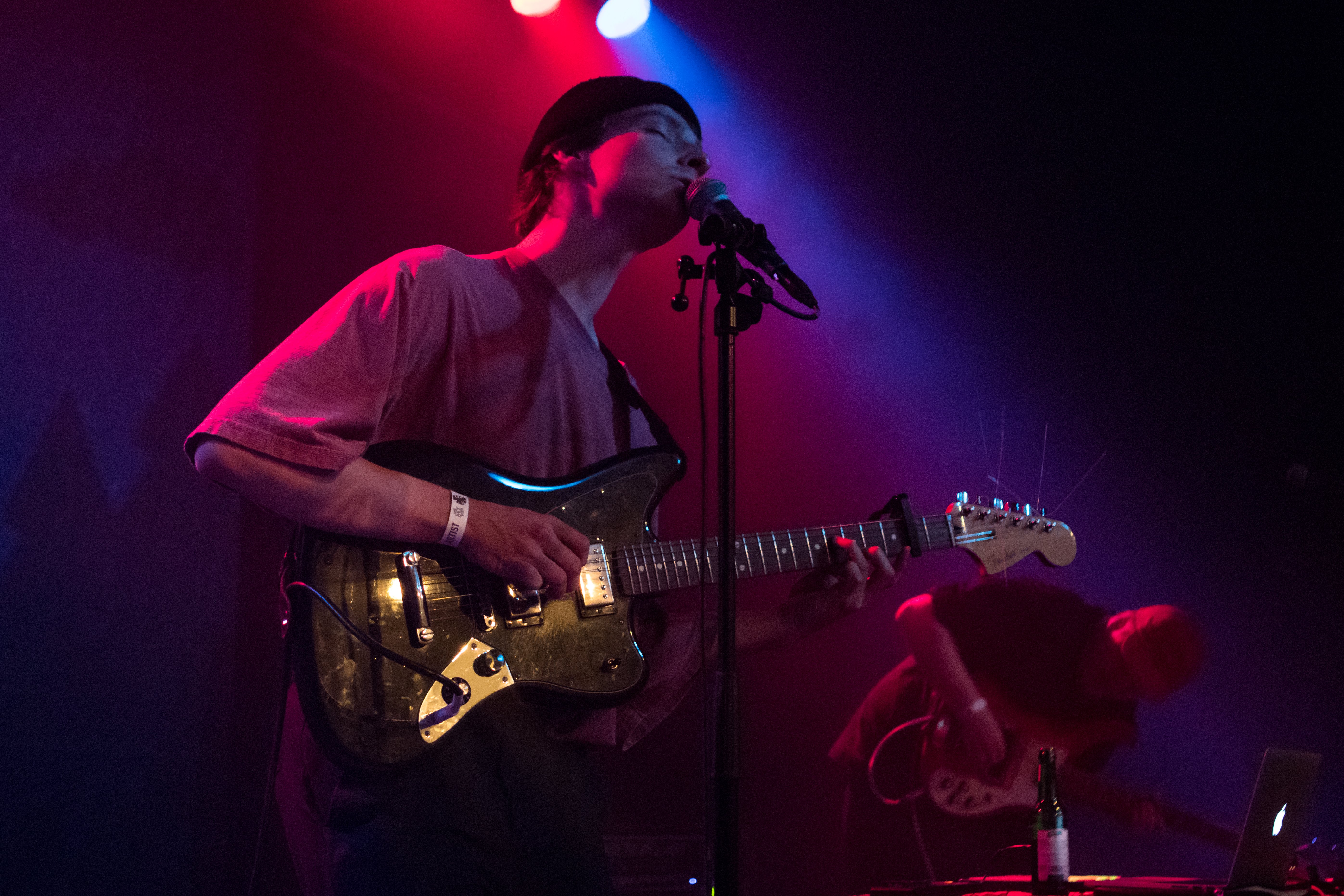
Стивен Фицпатрик на фестивале Way Back When, 2017 г.

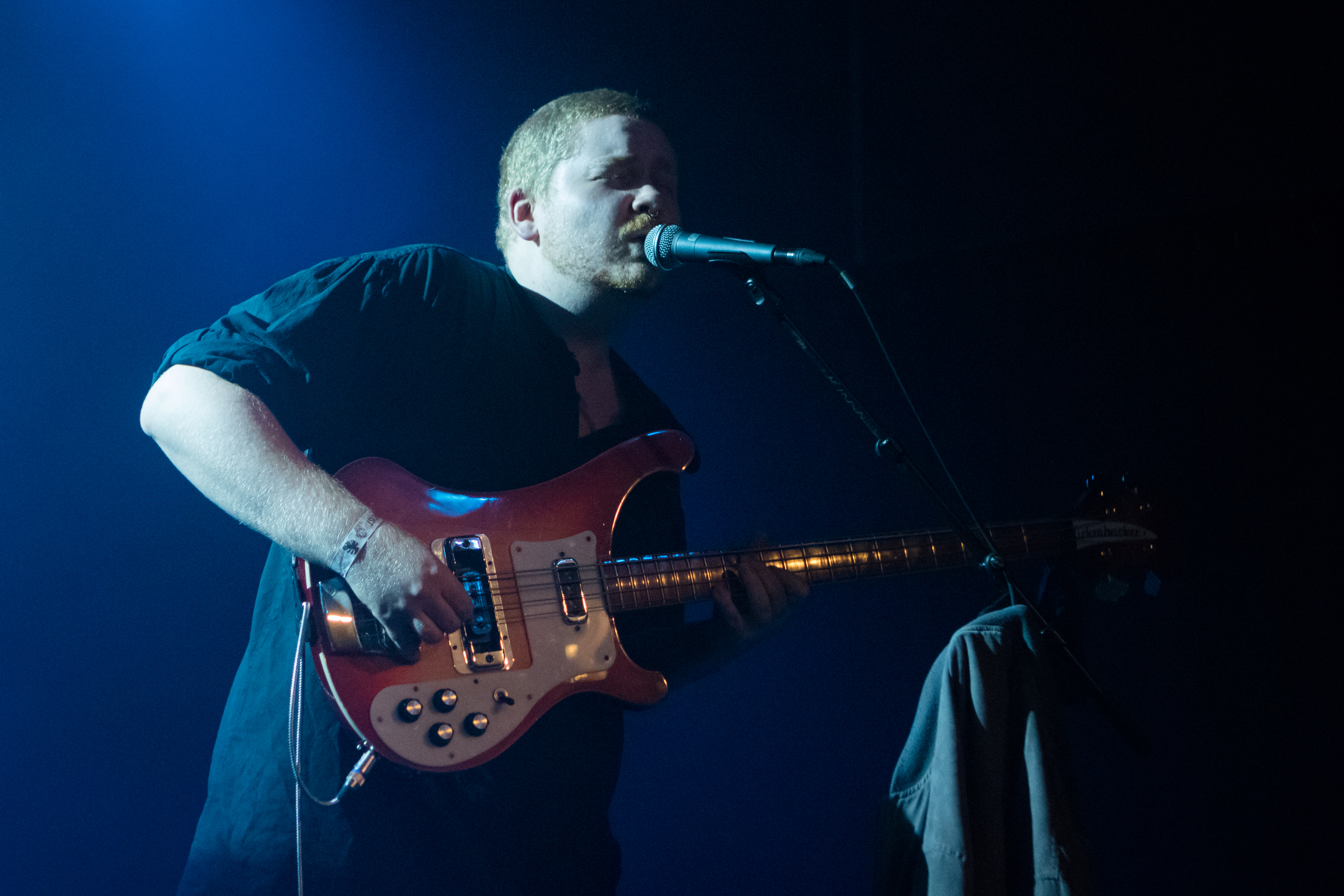
Одун Лаадинг на фестивале Way Back When, 2017 г.

В состав группы входил вокалист и гитарист Стивен Фитцпатрик из английского города Барроу-ин-Фернесс, а также басист и бэк-вокалист Одун Лаадинг, происходивший из норвежского города Флеккерёй. Фитцпатрик также был барабанщиком, однако большая часть песен записана с помощью драм-машины, которую программировали оба участника.

## Карьера
Фитцпатрик и Лаадинг познакомились в Ливерпульском институте исполнительских искусств , в котором они оба окончили музыкальный факультет в 2016 году, дипломы вручал Пол Маккартни. Еще будучи студентами, они создали группу Her’s в 2015 году, до этого они играли в другой ливерпульской группе The Sundogs.
Группа выпустила свой дебютный сингл «Dorothy» 7 апреля 2016 года. Сборник из девяти треков под названием Songs of Her’s был выпущен 12 мая 2017 года. Сборник получил четыре звезды от журнала The Skinny .
Группа позже выпустила свой первый полноценный альбом, Invitation to Her’s, записанный на Heist or Hit Records, 24 Августа 2018. Her’s появились в списке журнала Paste «15 новых групп Ливерпуля, которые вы должны знать».

## Гибель
27 марта 2019 года, примерно в час ночи, Фицпатрик и Лаадинг вместе с их тур-менеджером, Тревором Энгелбрекстоном из Миннеаполиса, погибли в автокатастрофе на территории штата Аризона. Автомобиль попал в лобовое столкновение и загорелся..
23 апреля 2019 года в церкви Святой Марии в Барроу-ин-Фернесс прошла заупокойная месса по Фицпатрику, после чего он был похоронен в этом же городе.

## Дискография

### Альбомы

#### Студийные альбомы
| Название            | Подробности                                                                      |
| ------------------- | -------------------------------------------------------------------------------- |
| Invitation to Her’s | - Релиз: 24 августа 2018 г. - Лейбл: Heist or Hit - Форматы: CD, цифровой, винил |

#### Сборники
| Название       | Подробности                                                                  |
| -------------- | ---------------------------------------------------------------------------- |
| Songs of Her’s | - Релиз: 12 мая 2017 г. - Лейбл: Heist or Hit - Форматы: CD, цифровой, винил |

### Синглы
| Название                            | Год  | Альбом              |
| ----------------------------------- | ---- | ------------------- |
| «Dorothy/What Once Was»             | 2016 | Songs of Her’s      |
| «Marcel»                            | 2016 | Songs of Her’s      |
| «Speed Racer»                       | 2017 | Songs of Her’s      |
| «I’ll Try»                          | 2017 | Songs of Her’s      |
| «Loving You» (Кавер Минни Рипертон) | 2017 | Неальбомный         |
| «Love on the Line (Call Now)»       | 2018 | Invitation to Her’s |
| «Low Beam»                          | 2018 | Invitation to Her’s |
| «Harvey»                            | 2018 | Invitation to Her’s |
| «Under Wraps»                       | 2018 | Invitation to Her’s |